# Marie-Laure Delie

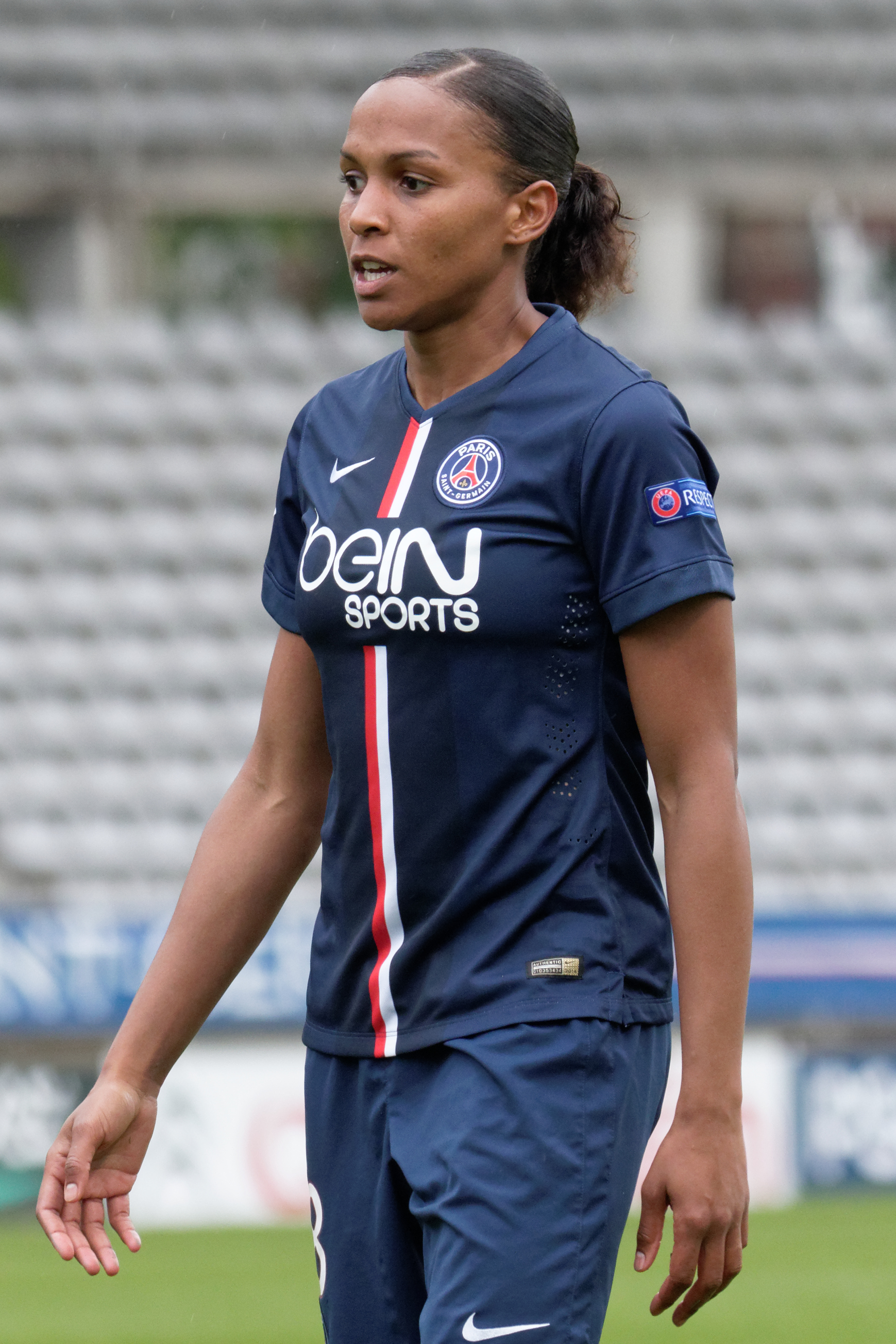
Marie-Laure Delie (2015)

Marie-Laure Delie (* 29. Januar 1988 in Villiers-le-Bel) ist eine ehemalige französische Fußballspielerin.

## Vereinskarriere
Die Angreiferin, deren Vorfahren aus dem ivorischen Distrikt Lacs nach Frankreich eingewandert sind, war noch keine sechs Jahre alt, als ihre Mutter sie in der Fußballabteilung von Olympique Viarmes-Asnières anmeldete. Dort war sie in der Anfangszeit das einzige Mädchen zwischen lauter Jungen. Später, als Jugendliche, spielte sie beim FC Domont. 2005 wurde sie in das INF Clairefontaine aufgenommen und spielte auch für dessen Ligateam. 2007 wechselte sie zum Erstligisten Paris Saint-Germain. Doch obwohl sie dort 27 Pflichtspiele in Meisterschaft und Vereinspokal bestritt, dabei 21 Tore schoss und lediglich dreimal nicht in der Anfangsformation stand, zog es Marie-Laure Delie 2008 zum HSC Montpellier. Dort gewann sie 2009 an der Seite von Routiniers wie Sabrina Viguier und Hoda Lattaf mit der Challenge de France, dem Landespokal, ihren ersten Titel und stand auch 2010, 2011 und 2012 im Endspiel dieses Wettbewerbs. 2013 kehrte Delie in die Île-de-France zurück, um erneut für Paris SG zu spielen. Dazu musste PSG sie aus ihrem noch ein Jahr laufenden Vertrag „herauskaufen“ – zum ersten Mal zwischen zwei französischen Frauenfußballteams und angeblich für eine Ablösesumme von 50.000 Euro.
Mit der Hauptstadtelf wurde sie in der Saison 2013/14 zweitbeste Torschützin der Liga und ebenso Vizemeisterin wie ein Jahr darauf. In der Champions League 2014/15 erreichte sie mit PSG das Finale, unterlag darin aber trotz ihres zwischenzeitlichen Ausgleichstreffers gegen den 1. FFC Frankfurt mit 1:2.
In der Spielzeit 2015/16 hatte sie ihren Stammplatz bei PSG vorübergehend verloren, weil Trainer Farid Benstiti im Angriff auf Lindsey Horan und die beiden Neuverpflichtungen Cristiane und Anja Mittag setzt. So kam Delie im ersten Saisondrittel (sieben Punktspiele) nur noch auf fünf Einsätze, davon lediglich zwei in der Startformation, in denen sie gleichwohl drei Treffer erzielte. Im weiteren Verlauf der Saison spielte sie sich aber in die Startelf zurück, und auch unter dem seit 2016 amtierenden Benstiti-Nachfolger Patrice Lair war sie gemeinsam mit Cristiane unverzichtbarer Teil der Pariser Sturmreihe. Im Mai 2017 stand sie erneut in einem Europapokalendspiel, das ihre Frauschaft diesmal gegen Olympique Lyon verlor. 2018 gewann sie mit PSG den Landespokal. Gleich anschließend wechselte sie nach fünf Jahren in der Hauptstadt zum wieder aufgestiegenen FC Metz sowie 2019 zum spanischen Primera-División-Verein Madrid CFF. Nachdem sie dort nur noch wenige Möglichkeiten zu Einsätzen bekam (acht Spiele, lediglich zwei davon in der Startelf, und nur ein Punktspieltreffer), beendete sie im März 2020 ihre Laufbahn.

### Stationen
- Olympique Viarmes-Asnières (1994–2000)
- FC Domont (2000–2005)
- CNFE Clairefontaine (2005–2007)
- Paris Saint-Germain FC (2007/08)
- Montpellier HSC (2008–2013)
- Paris Saint-Germain FC (2013–2018)
- FC Metz (2018/19)
- Madrid CFF (2019–März 2020)

## Als Nationalspielerin
Marie-Laure Delie hat von der U-17 bis zur U-20 sämtliche französischen Nachwuchs-Auswahlteams durchlaufen und dort in insgesamt 39 Länderspielen 32 Tore geschossen. Bereits bei der U-19-Europameisterschaft 2007 in Island war sie die erfolgreichste Torschützin des Turniers. Im September 2009 kam sie zu ihrem ersten Einsatz in der A-Nationalelf und gehörte dort anschließend über viele Jahre zum Stamm der Mannschaft. Sie war auch in diesem Kreis außerordentlich torgefährlich.
Nationaltrainer Bruno Bini hatte Delie auch in seinen Kader für die WM 2011 berufen. Ihr Siegtreffer zum 1:0 gegen Nigeria war zugleich das erste Tor dieses Turniers, in dem sie in fünf Begegnungen zwei Treffer erzielte und am Ende mit den Bleues WM-Vierte wurde. Sie gehörte zum französischen Olympiaaufgebot 2012, war auch im dortigen Auftaktspiel erfolgreich und bestritt bei diesem Turnier alle sechs Begegnungen Frankreichs. Ebenso berief Trainer Bini sie in das EM-Aufgebot 2013, wo sie dann beim Auftakt-3:1 gegen Russland die ersten beiden Turniertreffer der Französinnen schoss. Auch im zweiten Vorrundenspiel stand sie in der Startformation. In den letzten beiden Begegnungen der Bleues in Schweden konnte sie aufgrund einer Adduktorenverletzung allerdings nicht mehr mitwirken.
Auch unter Binis Nachfolger Philippe Bergeroo war Marie-Laure Delie eine feste Größe im Angriffszentrum der Nationalelf, in der Saison 2014/15 allerdings überwiegend nur noch als Ergänzungsspielerin hinter Eugénie Le Sommer und Gaëtane Thiney, womit auch eine Reduzierung ihrer Trefferquote in wechselseitigem Zusammenhang steht. Sie gehörte dennoch zum Kader für die Weltmeisterschaft 2015 und spielte sich dort in die Startelf zurück. Am 9. März 2016 bestritt sie im Rahmen des SheBelieves Cup 2016 beim 0:0 gegen England in Boca Raton (USA) ihr 100. Länderspiel. Delie stand auch im französischen Aufgebot beim olympischen Fußballturnier 2016; ebenso berücksichtigte sie der anschließend eingesetzte Trainer Olivier Echouafni weiterhin. Somit hat sie 2017 in Frankreichs Kader an ihrer zweiten Europameisterschaftsendrunde teilgenommen. Echouafnis Nachfolgerin Corinne Diacre allerdings berücksichtigte sie nur noch bei zwei Begegnungen in der zweiten Hälfte dieses Jahres.
Insgesamt hat Marie-Laure Delie in 123 A-Länderspielen 65 Treffern erzielt. (Stand: 27. November 2017) Damit ist sie hinter Marinette Pichon und Eugénie Le Sommer die dritterfolgreichste Schützin in der Geschichte der Bleues.

## Palmarès
- Französische Pokalsiegerin: 2009, 2018

## Belege und Anmerkungen
1. ↑  Artikel „PSG féminin – Les coulisses de l’exploit“, France Football vom 4. April 2017, S. 45
2. 1 2  Artikel „Marie-Laure Delie beendet ihre Karriere“ vom 2. März 2020 bei footofeminin.fr
3. ↑  Artikel „Der Abschiedsgruß von Marie-Laure Delie“ vom 2. März 2020 bei fff.fr
4. ↑  Artikel über Delies drittes Endspiel in Folge (Memento vom 23. Mai 2011 im Internet Archive) auf der Seite des Landesverbandes
5. ↑  siehe die Artikel „Une Clermontoise réalise le premier transfert payant du football féminin entre deux clubs français“ vom 5. Juli 2013 bei lamontagne.fr und Benstiti : « Deux des meilleures joueuses du monde à leur poste » vom 2. Juli 2013 bei Le Parisien
6. ↑  siehe Delies Datenblatt bei footofeminin.fr (unter Weblinks)

| Personendaten    | Personendaten                 |
| ---------------- | ----------------------------- |
| NAME             | Delie, Marie-Laure            |
| KURZBESCHREIBUNG | französische Fußballspielerin |
| GEBURTSDATUM     | 29. Januar 1988               |
| GEBURTSORT       | Villiers-le-Bel, Frankreich   |